# Беверли-Бич (Флорида)
Биверли-Бич (англ. Beverly Beach) — муниципалитет, расположенный в округе Флаглер (штат Флорида, США) с населением в 900 человек по статистическим данным переписи 2009 года.

## География
По данным Бюро переписи населения США муниципалитет Биверли-Бич имеет общую площадь в 1,04 квадратных километров, водных ресурсов в черте населённого пункта не имеется.
Муниципалитет Биверли-Бич расположен на высоте 5 м над уровнем моря.

## Демография
По данным переписи населения 2009 года в Биверли-Бич проживало 900 человек, 174 семьи, насчитывалось 312 домашних хозяйств и 441 жилой дом. Средняя плотность населения составляла около 865,38 человек на один квадратный километр. Расовый состав населённого пункта распределился следующим образом: 96,71 % белых, 0,18 % — чёрных или афроамериканцев, 0,73 % — коренных американцев, 0,18 % — азиатов, 2,19 % — представителей смешанных рас, Испаноговорящие составили 0,18 % от всех жителей.
Из 312 домашних хозяйств в 7,4 % воспитывали детей в возрасте до 18 лет, 47,4 % представляли собой совместно проживающие супружеские пары, в 5,8 % семей женщины проживали без мужей, 44,2 % не имели семей. 41,3 % от общего числа семей на момент переписи жили самостоятельно, при этом 22,1 % составили одинокие пожилые люди в возрасте 65 лет и старше. Средний размер домашнего хозяйства составил 1,75 человек, а средний размер семьи — 2,26 человек.
Население муниципалитета по возрастному диапазону по данным переписи 2000 года распределилось следующим образом: 6,6 % — жители младше 18 лет, 2,9 % — между 18 и 24 годами, 11,7 % — от 25 до 44 лет, 33,3 % — от 45 до 64 лет и 45,5 % — в возрасте 65 лет и старше. Средний возраст жителей составил 63 года. На каждые 100 женщин в Биверли-Бич приходилось 89,3 мужчин, при этом на каждые сто женщин 18 лет и старше приходилось 85,8 мужчин также старше 18 лет.
Средний доход на одно домашнее хозяйство составил 26 667 долларов США, а средний доход на одну семью — 34 167 долларов. При этом мужчины имели средний доход в 30 250 долларов США в год против 24 583 доллара среднегодового дохода у женщин. Доход на душу населения составил 26 667 долларов в год. 11,5 % от всего числа семей в населённом пункте и 8,7 % от всей численности населения находилось на момент переписи населения за чертой бедности, при этом 10,7 % из них были моложе 18 лет и 4,2 % — в возрасте 65 лет и старше.